# Harpactea piligera
Harpactea piligera là một loài nhện trong họ Dysderidae.
Loài này thuộc chi Harpactea. Harpactea piligera được Tord Tamerlan Teodor Thorell miêu tả năm 1875.